# Röderaue
Röderaue ist eine Gemeinde im Norden des Landkreises Meißen im Freistaat Sachsen. Sie ist Sitz der Verwaltungsgemeinschaft Röderaue-Wülknitz.

## Geographie und Verkehrsanbindung

### Geographische Lage
Die Gemeinde liegt in der Großenhainer Pflege in der Röderaue und wird durch große Wald- und Teichlandschaften geprägt. So sind etwa ein Drittel des Gemeindegebietes Wald- und ca. ein Zehntel Gewässerfläche. Nachbarstädte sind Elsterwerda (14 km), Großenhain (15 km), Gröditz (2 km) und Riesa (16 km). Durch die Gemeinde führen der Elsterwerda-Grödel-Floßkanal, die Geißlitz und die Große Röder.

### Verkehrsanbindung
Die Bundesstraßen B 101 und B 169 tangieren Röderaue. An der östlichen Gemeindegrenze existiert der Haltepunkt Frauenhain an der Bahnstrecke Berlin–Dresden, an welchem die Linie RB 31 zwischen Dresden, Großenhain und Elsterwerda verkehrt. Westlich außerhalb von Röderaue existieren die Haltepunkte Wülknitz und Tiefenau an der Bahnstrecke Zeithain–Elsterwerda, an welchen die Linie RB 45 zwischen Chemnitz, Riesa und Elsterwerda verkehrt. Röderaue wird außerdem über drei Regionalbuslinien unter anderem mit Riesa, Gröditz und Großenhain verbunden.

### Gemeindegliederung
Die Gemeinde Röderaue besteht aus den Ortsteilen Frauenhain, Koselitz, Pulsen und Raden.

## Geschichte
Die Gemeinde entstand am 1. Januar 1994 durch den Zusammenschluss der bis dahin selbständigen Gemeinden Frauenhain, Koselitz, Pulsen und Raden.

## Politik
- BSW: 2
- SVF: 3
- CDU: 4
- AfD: 2

Die AfD kann einen Sitz nicht besetzen. Der Gemeinderat verkleinert sich entsprechend.

### Gemeinderat
Seit der Gemeinderatswahl am 9. Juni 2024 verteilen sich die 11 Sitze des Gemeinderates wie in den Diagrammen gezeigt.
| Wahlvorschlag          | 2024   | 2024   | 2019   | 2019   | 2014   | 2014   |
| Wahlvorschlag          | Sitze  | in %   | Sitze  | in %   | Sitze  | in%    |
| ---------------------- | ------ | ------ | ------ | ------ | ------ | ------ |
| CDU                    | 4      | 30,0   | 5      | 36,4   | 7      | 58,3   |
| AfD                    | 2      | 27,3   | 3      | 28,6   | –      | –      |
| Sportverein Frauenhain | 3      | 24,6   | 2      | 19,1   | 2      | 17,7   |
| BSW                    | 2      | 15,0   | –      | –      | –      | –      |
| Linke                  | –      | 3,1    | 2      | 15,9   | 3      | 24,0   |
| Wahlbeteiligung        | 74,2 % | 74,2 % | 67,3 % | 67,3 % | 59,0 % | 59,0 % |

### Bürgermeister
Bis Juli 2022 war Lothar Herklotz (CDU) Bürgermeister der Gemeinde Röderaue. Er wurde am 7. Juni 2015 mit 99,5 % der gültigen Stimmen im Amt bestätigt. Die Wahlbeteiligung lag bei 46,1 %. Bei der Bürgermeisterwahl 2008 konnte er 79,2 % der Stimmen auf sich vereinen.
In der Wahl zum Bürgermeister am 12. Juni 2022 konnte sich keiner der drei Kandidaten mehrheitlich durchsetzen. In einem zweiten Wahldurchgang am 3. Juli 2022 gewann der Kandidat Bernd Schuster (parteilos) die Wahl für sich.
| Wahl | Bürgermeister   | Vorschlag | Wahlergebnis (in %) |
| ---- | --------------- | --------- | ------------------- |
| 2022 | Bernd Schuster  | Schuster  | 64,7                |
| 2015 | Lothar Herklotz | CDU       | 95,5                |
| 2008 | Lothar Herklotz | CDU       | 79,2                |
| 2001 | Lothar Herklotz | CDU       | 82,9                |

### Wappen
Das Wappen Röderaues in blau, silber (weiß) und schwarz ist viergeteilt. Jedes Feld soll einen der Ortsteile repräsentieren:
- oben rechts: Frauenhain – auf blauem Grund eine Frauengestalt in weiß zwischen weißen Nadelbäumen (Hain)
- oben links: Raden – auf weiß ein schwarzes Mühlrad über blauer Wellenlinie
- unten rechts: Koselitz – auf weiß ein schwarzer Teufel, auf einer blauen Linie stehend, spielt an auf die Sage vom Teufelsgraben
- unten links: Pulsen – auf blau eine silberne Pflugschar, steht für Ackerbau

### Gemeindepartnerschaften
Partnergemeinden Röderaues sind seit 1994 der Markt Metten in Niederbayern und seit 2003 die polnische Gemeinde Niechlow in Niederschlesien.

## Kultur und Sehenswürdigkeiten
- siehe auch: Liste der Kulturdenkmale in Röderaue

### Sehenswürdigkeiten
- Getreide- und Sägemühle im Ortsteil Raden
- Landschaftsschutzgebiet Röderaue
- Kirche mit Altargemälde „Die drei Marien“, Koselitz
- zahlreiche Teiche mit Rad- und Wanderwegen (z. B. die Röderradroute)
- Alter Schlossfriedhof zu Frauenhain
- Kirche zu Frauenhain mit der ältesten Kirchturmglocke Sachsens[4]

### Gedenkstätten
- Grabstätten und Ehrenmal für 27 KZ-Häftlinge des Außenlagers Gröditz des KZ Flossenbürg sowie für 74 Frauen und 69 Kinder des Ostarbeiterinnenlagers Frauenhain, die während des Zweiten Weltkrieges nach Deutschland verschleppt und Opfer von Zwangsarbeit wurden
- Gedenkstätte und Gräber im Ortsteil Pulsen in der Nähe des Freibades Gröditz für mindestens 150 Zwangsarbeiter(innen), vorwiegend aus der Sowjetunion, die im Außenlager Stahlwerk Gröditz des KZ Flossenbürg Zwangsarbeit verrichten mussten

### Regelmäßige Veranstaltungen
- 30. April: Maifeuer auf der Insel zu Frauenhain
- August: Inselrave auf der Insel zu Frauenhain
- September: Naturmarkt „Flora et Herba“ auf der Insel zu Frauenhain